# ناهید پیرنظر
ناهید پیرنظر (زادهٔ ۱۵ آذر ۱۳۲۳ هجری شمسی مصادف با ۶ دسامبر ۱۹۴۴م، در کرمانشاه -) استاد ایران‌شناسی و تاریخ دانشگاه کالیفرنیا و لس‌آنجلس است. او دومین فوق لیسانس خود را در سال ۱۳۷۷ هجری شمسی(۱۹۹۸ میلادی)، در رشتهٔ ایرانشناسی و درجه دکترای خود را در سال ۱۳۸۳ هجری شمسی (۲۰۰۴ میلادی)، در تاریخ یهود ایران و ادبیات فارسیهود از دانشگاه یوسی‌ال‌ای (UCLA) تحت نظارت استادانی چون حسین ضیایی، ویلیام اشنیدویند و آمنون نتصر از دانشگاه عبری اورشلیم دریافت نمود. از اقدامات او تأسیس خانهٔ اسناد و نسخ فارسیهود در لس آنجلس است.

## آثار
- «کتاب انوسی»، اثر بابایی بن‌لطف کاشانی، بابایی بن فرهاد و چند بیتی از ماشیح بن رفایل، برگردان و ویراستار ناهید پیرنظر، تهران: پردیس دانش، ‏‫۱۳۹۸[۲]
- فارسیهود، به کوشش ناهید پیرنظر، زیر نظر محمد توکلی طرقی و همایون کاتوزیان، تهران: دیارنامگ، ‏‫۱۳۹۷.‬
- «مقایسهٔ «فر ایزدی» با «التفات الهی» در ادبیات فارسیهود». ایران‌شناسی. نورمگز (۵۷): ۱۱۱–۱۲۴. بهار ۱۳۸۲.
- «ادبیات فارسیهود میراث فرهنگی یهودیان ایران». ایران‌شناسی. نورمگز (۵۳): ۱۲۳–۱۴۰. بهار ۱۳۸۱.

- Nahid Pirnazar, “Cyrus in Judeo-Persian Literature,” Iran Namag, Volume 1, Number 1 (Spring 2016), 74-101.
- Nahid Pirnazar, “Cyrus in Judeo-Persian Literature,” Iran Namag, Volume 2, Number 2 (Summer 2017), 112-139
- Nahid Pirnazar, “Judeo-Persian Literature and Professor Amnon Netzer” Iran Nameh ,New Series, Volume 1, Number 2 (Summer 2016), 1-4.
- Women in the Shāhnāmeh: Their History and Social Status within the Framework of Pre- and Post-Islamic Sources
- Nahid Pirnazar, "KERMANSHAH viii. The Jewish Community," Encyclopædia Iranica, online edition, 2014, available at http://www.iranicaonline.org/articles/kermanshah-08-jews (accessed on 1۰ سپتامبر ۲۰۱۴).
- Nahid Pirnazar and EIr, "KERMAN xiv. Jewish Community Of Kerman City", Encyclopædia Iranica, online edition, 2014, available at http://www.iranicaonline.org/articles/kerman-14-jewish-community (accessed on 2۷ اکتبر ۲۰۱۴).